# كارل فيرنت
كارل بيتر فيرنت (بالإنجليزية: Carl Peter Værnet)‏ (28 أبريل 1893 - 25 نوفمبر 1965) طبيبُ دانماركي وأحد الأطباء المباشرين المسؤولين عن معسكر اعتقال بوخنفالد. وأبرز الأطباء المنفذين على نطاق واسع لمجموعة من التجارب الطبية على البشر وشملت استعمال الهرمونات والحقن والتعقيم، وكانت جل تجاربه منصبة على محاولة علاج المثلية الجنسية عن طريق حقن الهرمونات الاصطناعية في خصيتي الرجال. كان بحثه وجل أعماله تحت سلطة رئيس الغستابو هاينريش هيملر.